# Diopetes sadeska
Diopetes sadeska är en fjärilsart som beskrevs av Clench 1965. Diopetes sadeska ingår i släktet Diopetes och familjen juvelvingar. Inga underarter finns listade i Catalogue of Life.